# JS Likasi
JS Likasi is een voetbalclub uit Congo-Kinshasa uit de miljoenenstad Lubumbashi. Ze komen uit in de Linafoot, wat de nationale voetbalcompetitie van Congo-Kinshasa is. JS Likasi speelt zijn thuiswedstrijden in het Stade Frédéric Kibassa Maliba, een naar Afrikaanse normen erg groot stadion dat plaats biedt aan zo'n 35.000 toeschouwers.